# IBM PC XT
IBM PC XT（英: IBM Personal Computer XT）は、IBMが1983年に発表したパーソナルコンピュータ(PC)。オリジナル（元祖）のIBM PCの改良版で、後継はIBM PC AT。略称はPC XT、PC/XT、XTなど。

## 名称
正式名称は「IBM Personal Computer XT」、型番は「IBM 5160」。「XT」は「eXtended Technology」（拡張技術）を意味する。「5160-084」の場合、「モデル 5160」、「モデル 084」などとも呼ばれる。

## 概要
IBM PC XTは、IBM PCのハードディスクドライブ搭載モデルで、1983年3月8日に「IBM Personal Computer XT model 5160」としてリリースされた。ハードディスクの搭載と細部の改良を除けば、オリジナルのIBM PCと基本は同一だった。XTは主にIBM PCのビジネスユーザー向けの拡張を意図した。後にフロッピーディスクのみのモデルが、オリジナルのIBM PC（モデル 5150）を置き換えた。また1983年10月に、IBM 3270端末のエミュレータ機能を持った「3270 PC」がリリースされた。
ハードディスクやフロッピーディスクの管理のために、PC DOS 2.0では階層化ファイルシステムが採用され、マイクロソフトから各社へ供給されたMS-DOS 2.0も同様となった。またXTの拡張スロットは、後にISA 8ビットバスとして標準化された。
1986年、演算能力を改善するためCPUを6MHzクロックのIntel 80286に変更したPC/XT 286 (model 5162) が発売されたが、すでにPC/ATが市場に出ており、短期間で発売は中止された。

## 歴史
IBM PC XTは、当初は128KBのメインメモリ(RAM)、360KB両面の5.25インチ・フロッピーディスクドライブ、Xebec 1210 MFMコントローラを備えた10MBのシーゲイト ST-412 ハードディスクドライブ、非同期シリアル通信アダプター（8250 UART搭載のシリアル通信カード）、130ワットの電源装置などを搭載した。マザーボードには4.77MHzで稼働するインテル 8088 マイクロプロセッサと、オプションのIntel 8087 数値演算コプロセッサ用のソケットが搭載された。
1983年初頭にIBMがIBM PCの後継機を発表した際、初期のユーザーは恐らくIntel 80186や他の先進機能を持った次世代マシンとなるだろうと推測した。しかしXTが実際に公開されると、オリジナルのIBM PCと同じ8088 CPUを搭載した僅かな改良のみの新マシンであったため、軽い失望が発生した。1983年11月、雑誌『BYTE』は記事で「DOS 2.0は、このコンピュータ自体よりも、より革命的で先進的である」と記し、拡張スロットの間隔が狭いため拡張カードが収納できるか確認するよう消費者に助言し、XTは「競争力のある価格」で「技術的に控えめだが、（オリジナルの）IBM PCに忠実に設計された」と結論付けた。
1983年末には、XTの販売はオリジナルのIBM PCと並び、IBMは製造したものを全て販売し続けた。1984年、80286 CPUと16ビット拡張バスを搭載したIBM PC ATが発売され上位モデルとなった。1987年4月、PS/2 モデル 30 に置き換えられた形で、IBMはXTの販売を終了した。

## 基本仕様
- CPU: 8088 4.77MHz
- メモリ: 256KB～640KB（標準）
- 外部記憶: フロッピーディスク 360KB×2基、ハードディスク 10MBまたは20MB
- ディスプレイ: MDAまたはCGA
- ROM-BASIC (Microsoft GW-Basic)
- 83キーボードまたは101キーボード
- XT拡張バス

### メインメモリー
標準搭載メモリは128Kだったが、すぐに256KBに増加された。また拡張スロットはメモリー拡張用にも使用できた。

### ディスプレイカード
当初使用可能なディスプレイカードは、オリジナルのIBM PCと同様にMDAまたはCGAであったが、1984年にEGAおよびPGCが追加された。

### 拡張バス
XTの拡張バス（通称：XTバス）は、オリジナルのIBM PCのバス（通称：PCバス）と基本的には同じだが、一部のレイアウト変更や制御信号の追加などが行われ、後のATバスのベースとなり、更には8ビットISAとして標準化された。
1981年8月のオリジナルのIBM PCリリース後より、IBMはすぐに5つの8ビット「I/Oチャネル」拡張スロットが不十分と認識した。1981年10月のIBM社内の出版では、必要に応じて拡張カードを入れ替える事をIBMが奨めた事を報告し、「私の意見では、これは問題となる」と記した。事実上、全てのPCは少なくともディスプレイカードとフロッピーディスク用コントローラカードを必要とするため、プリンター用パラレル通信カード（CGA使用時）、シリアル通信カード、メモリ拡張ボード、サードパーティーのハードディスクコントローラカード、2枚目のディスプレイカード、その他の専用アダプターカードなどには、残りの僅か3つのスロットしか使用できなかった。
XTは8つの拡張スロットを持った。うち6つの拡張スロットは、オリジナルのIBM PCの5つの拡張スロットと同じスペースに配置され、アダプターカードの長さも同じだった（フルサイズ）。2つの拡張スロットはフロッピーディスクドライブの背後に配置され、アダプターカードの長さは短かかった（ハーフサイズ）。多くのカードは2つの拡張スロットには収納できず、また特に2枚構成のボードなどいくつかのカードはスロット間の狭さのために6つの拡張スロットには装着できなかった。多くの場合、フロッピーディスクドライブおよびハードディスクドライブのカード、シリアルポートのカード、ディスプレイアダプターなどがスロットを占有した。

### ハードディスク
XTはシーゲート ST-412を標準搭載し、最初の2年間はフロッピーディスク・モデルを提供しなかったが、2台のフロッピーディスク用のコネクターとリボンケーブルが含まれていた。当時の多くのマイクロコンピュータのハードディスクシステムとは異なり、XTはフロッピーディスクから起動（ブート）することなしに、ハードディスクから直接起動することができた。

### オペレーティングシステム
XTと一緒に購入されたのは通常はPC DOSで、発売当時はPC DOS 2.0、1987年4月の販売終了時はPC DOS 3.2であった。またオリジナルのIBM PCと同様に、IBM PC XTにはROMの形でIBM BASICが標準搭載された。IBMとマイクロソフトの契約により全てのPCにはBASICを含める必要があり、ROM BASICを前提として稼働するIBM Advanced BASIC (BASICA)プログラムがDOSに含まれた。

### その他
オリジナルのIBM PCとは異なりIBM PC XTのBIOSでは、POSTの際にメモリーのカウントを表示した。
XTのデスクトップケースはオリジナルのIBM PCと似ており、重量は32ポンド、幅は約19.5インチ、奥行きは約16インチ、高さは約5.5インチだった。アメリカ合衆国で販売された当初のXTの電源ユニットは120ボルトのみで、240ボルトは使用できなかった。このため後に240ボルトの電源ユニットを搭載したXTが国際市場向けに発売されたが、消費電力はどちらも130ワットであった。

## モデル
XTの主なバリエーションには以下がある。
- 5160 XT
  - モデル 084 - 最初のバージョン[5] 。標準搭載メモリ128KB。
  - モデル 086 - 標準搭載メモリ256KB。IBM 3270エミュレータ用にスロット8を変更。
  - モデル 068, 078 - 1985年、フロッピーディスクモデル
  - モデル 568, 588, 589 - XT/370 （メインフレーム System/370のエミュレーション）
- 5160 拡張ユニット - XT用の拡張シャーシで、XTと同じシャーシと電源ユニットを持ち、マザーボードの代わりに8つの拡張スロットを持ったバックプレーンを内蔵した。
- 5162 (XT 286) - 1986年、Intel 80286 6MHzを搭載。IBM PC ATの下位モデルとして販売された。